# American Bank Center
American Bank Center är en evenemangsarena i Corpus Christi, Texas. På arenan anordnas det bland annat ishockey, amerikansk fotboll, konserter och basket. Arenan har plats för maximalt 10 000 besökare.